# Olle Wåhlström

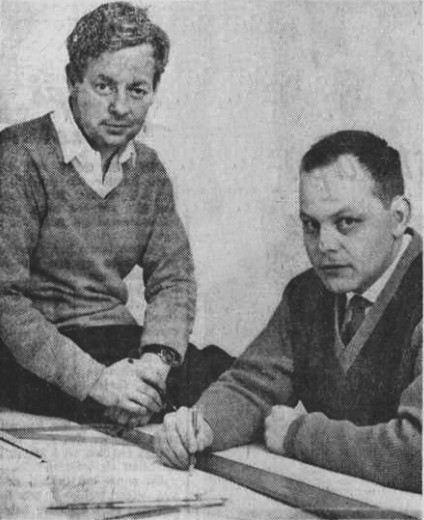
Gösta Uddén och Olle Wåhlström.

Bengt Olof "Olle" Wåhlström, född 13 oktober 1926 i Mölndal, död 9 november 2019 i Hedvig Eleonora distrikt i Stockholm, var en svensk arkitekt.

## Biografi
Wåhlström studerade vid Chalmers tekniska högskola till 1952 med fortsatta studier vid Kungliga konsthögskolan till 1961. Han var anställd vid Helge Zimdals arkitektkontor 1952-1956, hos Lathrop Douglas i New York 1957 och verkade som chef för skolhusgruppen vid statens institut för byggnadsforskning 1958-1965. Han var delägare i Uddén & Wåhlström arkitektkontor 1958-1975, som han drev tillsammans med Gösta Uddén. Wåhlström kom på 1960-talet i kontakt med reformpedagogik efter amerikansk modell, vilket ledde till att Gröndalsskolan i Värnamo uppfördes som en av landets första öppna skolor, i motsats till det förhärskande korridorssystemet med klassrum på rad.
Han var professor i planering och projektering vid Chalmers 1966-1970 och i projekteringsmetodik vid KTH från 1970.

## Verk i urval
- Ekebyskolan, låg- och mellanstadieskola, Vallentuna 1964-1968 (efter tävling).
- Slättgårdsskolan, Bredäng, 1968 (nedbrunnen 2020).
- Finnvedsskolan, Värnamo, 1967-1968.
- Gröndalsskolan, Värnamo, 1971.
- Brinellskolan, Nässjö, 1971.
- Ullvigymnasiet, Köping, 1975-1980